# Гаргждай (стадіон)
«Міський стадіон Гаргждая» (лит. Gargždų miesto stadionas) — багатофункціональний стадіон у місті Гаргждай, Литва, домашня арена ФК «Банга».
Стадіон відкритий 1970 року.  У 2011 році був реконструйований, в результаті чого було побудовано нові трибуни, на яких встановлено пластикові крісла на 2 300 глядачів, відремонтовано офісні приміщення, встановлено освітлення стадіону, природне покриття поля замінено на штучне.  